# Stefanie Schuster
Stefanie »Steffi« Schuster, avstrijska alpska smučarka, * 19. april 1969, Oberstdorf.
Nastopila je na dveh olimpijskih igrah, najboljšo uvrstitev je dosegla leta 1998 s četrtim mestom v kombinaciji. Na svetovnih prvenstvih je nastopila štirikrat, leta 1999 je osvojila bronasto medaljo v smuku, dvakrat je bila tudi šesta v kombinaciji. V svetovnem pokalu je tekmovala trinajst sezon med letoma 1989 in 2002 ter dosegla tri uvrstitve na stopničke. V skupnem seštevku svetovnega pokala je bila najvišje na dvanajstem mestu leta 1998, leta 2000 je bila četrta v kombinacijskem seštevku.